# Crisopídeos
Os crisopídeos (Chrysopidae) são uma família de insectos neurópteros. Há cerca de 85 géneros e (conformes as fontes) entre 1.300 e 2000 espécies neste vasto grupo. Os membros dos géneros Chrysopa e Chrysoperla são muito comuns na América do Norte e na Europa e são muito similares, tendos muitos dos espécies sido mudados várias vezes de um género para outro (pelo que na literatura não científica a classificação como Chrysopa ou Chrysoperla raramente é confiável). Indivíduos da família são conhecidos no Brasil pelos nomes comuns bicho-lixeiro, bicho-lixeiro-verde, e bicho-da-fortuna (estado de Minas Gerais).

## Descrição e ecologia
Os crisopídeos são insectos delicados, com uma envergadura entre 6 a 65 mm, vivendo as maiores espécies nos trópicos. Os seus corpos são usualmente verdes e brilhantes ou castanho esverdados. Os seus olhos compostos são muitas vezes dourados. As asas são usualmente translúcidas, por vezes com veios esverdeados.

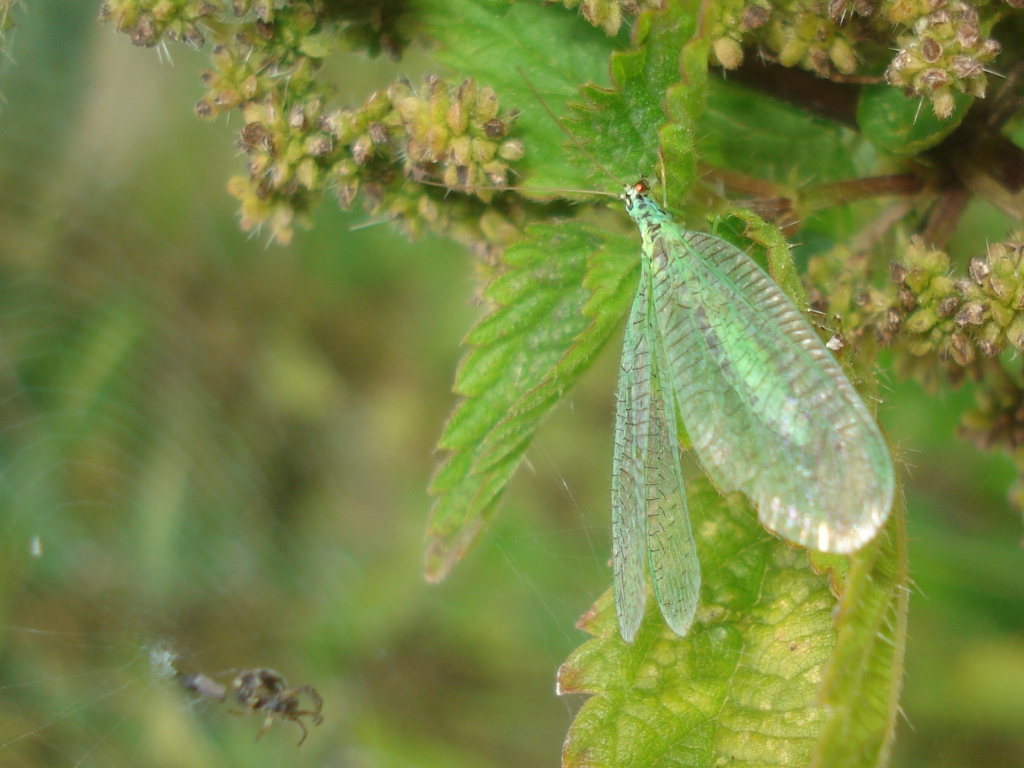
Chrysopa perla

 Os adultos tem tímpanos na base das asas posteriores, permitindo-lhes ouvir bem; alguns Chrysopa têm um comportamento de fuga quando ouvem os ultra-sons dos morcegos: quando em fuga, fecham as asas (diminuindo a área que pode ser detectada pelos ecos) e dirigem-se para o solo. Os crisopídeos também usam as suas vibrações corporais como forma de comunicação, sobretudo na época de acasalamento. Algumas espécies, morfologicamente quase idênticas, podem por vezes ser distinguidas mais facilmente pelos seus rituais de acasalamento. Por exemplo, a Chrysoperla mediterranea do Sul da Europa é praticamente idêntica à Chrysoperla carnea nórdica, mas as suas canções de acasalamento são bastante diferentes - indivíduos de uma espécie não reagem às vibrações da outra.
Os adultos são crepusculares ou noturnos, alimentando-se de pólem, néctar e pequenos artrópodes, como afídeos ou ácaros; alguns, como a Chrysopa, são sobretudo predadores, enquanto outros alimentam-se exclusivamente de néctar (tendo leveduras simbióticas no seu tubo digestivo para facilitar a extração de nutrientes).
Os ovos são postos à noite, sozinhos ou em grupos pequenos; uma fêmea pode produzir entre 100 e 200 ovos, que são postos em plantas, normalmente onde se encontre grande quantidade de afídeos. As larvas são predadores vorazes, atacando insectos de tamanho propício, sobretudo de corpo mole (como afídeos, lagartas ou larvas de outros insectos, ovos de insectos, e por vezes outras larvas da própria espécie). Os seus sentidos são pouco desenvolvidos, excluindo o tacto; deslocando-se de um lado para outro e abanando a cabeça, quando detectam uma possível presa agarram-na e injetam-lhe o seu suco digestivo com as maxilas; os órgãos de um afídeo são dissolvidos em 90 segundos. Dependendo das condições ambientais, as larvas necessitam de 1 a 3 semanas para se transformarem em pupa (dentro de um casulo).

## Uso como controlo biológico de parasitas e pragas

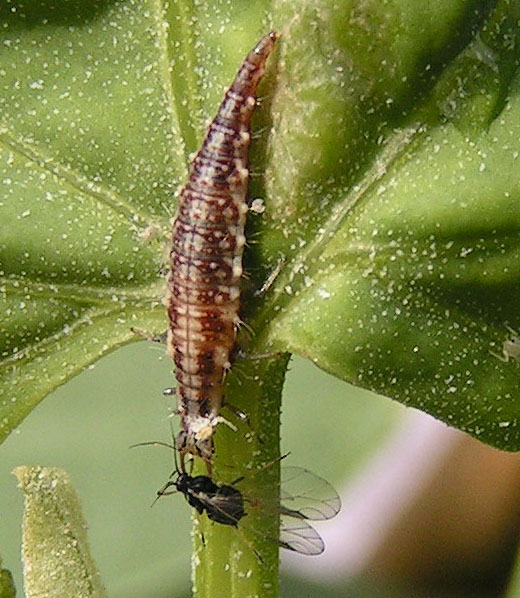
Larva de Chrysoperla carnea ou talvez C. mediterranea devorando um afídeo

Dependendo das espécies, alguns crisopídeos comem apenas 150 presas durante a sua vida, enquanto noutros casos 100 afídeos podem ser comidos numa única semana. Assim, em vários países, milhões de vorazes crisopídeos são criados para venda como agentes predadores de controle biológico de insectos, afídeos, ácaros, mosca branca, cochonilhas na agricultura e em jardins. São comercializados os ovos, (já que, como referido acima, as larvas são extremamente agressivas e canibais quando mantidas em espaços restritos), nascendo as larvas já no campo.
O seu desempenho é variável, pelo que tem havido pesquisas no sentido de aperfeiçoar o seu uso como controle biológico.
Os jardineiros podem atrair crisopídeos (e portanto as suas larvas) cultivando plantas como a angélica, o dente-de-leão, o endro ou o girassol.